# Харківщина

Харківська земля / Харківщина / Слобідщина

Харківщина — у широкому сенсі це разом усі території, які в той чи інший період перебували в адміністративних утвореннях із центром у місті Харкові. 
Харківщина — це назва адміністративно-територіальних одиниць, центром яких був Харків. 
- Харківський полк слобідських козаків (1660—1765 роки).

- Слобідсько-Українська (Слобідська Українська) губернія, з 5-ти провінцій (1765—1780).

Харківська провінція — Валківське, Вільшанське, Мереф'янське, Липецьке, Харківське та Хотімлянське комісарства (1765—1780). 
Харківське комісарство.
- Харківське намісництво, з 15 повітів (1780—1796 роки).

Харківський повіт (1780—1923), на 1913 рік у повіті було 27 волостей.
Харківська волость з центром у слободі Велика Данилівка.
- «друга» Слобідсько-Українська губернія, з 10 (14) повітів — (1797—1835).

- Харківська губернія (1835—1925 роки), від 1856 року з 13-ти повітів.

- Харків з околицями суміжними (Харківський повіт, частини Валківського та Білгородського повітів) + Донеччина (Зміївський повіт, Ізюмський повіт, Вовчанський повіт, Куп'янський повіт, частини Корочанського та Білгородського повітів) + Слобожанщина (Сумський повіт, Лебединський повіт, Суджанський повіт, Гайворонський повіт, частини Охтирського та Богодухівського повітів) — (6 березня – 29 квітня 1918 року).

- Харківська округа (1923—1925 рр. в складі Харківської губернії, та 1925—1930 роки у прямому підпорядкуванні Українській РСР). Округа поділялась на 27 районів. Округу скасовано у 1930 році, райони передані в пряме підпорядкування Українській РСР.[2]

- Харківський район (1930—1932 роки) — до району поняття 'Харківщина' застосовується лишень у містечковому сенсі.

- Харківська область — (з 1932 року по наш час).

Харківщина належала і належить до історико-географічного краю — Слобожанщина, частково займає Поорілля (Приорілля) та Полтавщину – суспільнокультурне й економічне життя яких зосереджується в Харкові.
Цікавий факт: до Харківщини у 1918—1920 роках входила Бєлгородщина (Білгородщина).